# S.N.J. Bloch
Søren Nicolaus Johan Bloch (født 13. februar 1772 i Middelfart, død 27. juni 1862 i København) var en dansk rektor. Han var far til Valdemar Antonius Bloch.

## Karriere
Blochs far, Tønne Bloch, var sognepræst i Middelfart. Han gik først i skole i Ribe, hvor han meget roser høreren (underlærer i en lærd skole – ODS) Michael Koch, siden præst i Døstrup, derefter i Odense, hvor rektor Tauber blev ham lige så kær. Han blev student 1788 og tog filologisk embedseksamen 1793. Samme år blev han hører i Odense og allerede året efter subrektor eller rektors Vikarius, i hvilken stilling han forstod at vinde disciplene i mesterlektien, der ikke var meget yngre end han selv, ved sin humanitet og nidkærhed. Samme år blev han gift med Margrethe Magdalene Hensler (født 1774), en datter af afdøde generaladjudant Bendix Vilhelm Hensler, hvis enke året før var bleven gift med hans fader. 1796 blev han dr. phil., 1800 konrektor (medforstander ved en (lærd) skole; også (embedstitel for den) lærer, som i rang følger umiddelbart efter rektor- ODS), 1806 rektor i Nykøbing på Falster. Her vandt han snart megen anseelse som skolemand og fik stor indflydelse hos hertugen af Augustenborg, der stod i spidsen for det lærde skolevæsen, så at han fik en ikke ringe del i den 1809 udkomne skoleforordning. først efter gentagne opfordringer besluttede han sig 1815 til at lade sig forflytte til Roskilde, hvorhen 11 af hans disciple fulgte ham. Samme år blev han udnævnt til professor. Roskilde skole, som han kort efter sin tiltrædelse igen skaffede en katedralskoles navn og rettigheder, der nogle år før vare blevne overførte på Frue Skole i København, hævede sig under hans styrelse til stor anseelse, og det lykkedes ham at få opført så vel en rektorbolig (1821) som en ny skolebygning (1842). Han var den første eller dog iblandt de første, som iværksatte mange tidssvarende forbedringer, som senere have vundet indgang overalt, såsom indførelse af gymnastik og svømning, af etårige klasser i stedet for toårige, indskrænkning af skoletiden til 5 à 6 timer daglig, overdragelse af inspektørforretningerne til én lærer osv. Som sine pædagogiske grundsætninger har han selv fremsat, at "i Undervisningen intet bør gøres for at glimre eller for en Eksamens Skyld, men alt, for at Ungdommens ånd og Hjerte, Forstand og Smag på en liberal Måde kan uddannes; at Kærlighed til Ungdommen er Sjælen i al Opdragelse, og derimod Tvangsmidler og legemlig Straf kun må være det yderste og sidste Middel, som kun må anvendes mod grove Forseelser; at legemlig Straf ikke må anvendes mod Flidsmangel, mod hvilken en slet Karakter er det eneste passende udvortes Middel, der bør benyttes". i sin kamp for gennemførelse af en human skoletugt pådrog han sig undertiden bebrejdelse for alt for stor lemfældighed; men det var dog kun sjælden, at han behøvede at fravige sit princip: "ved rolig og blid Alvor at vedligeholde Orden uden at forlange Opofrelse af Disciplens naturlige Munterhed". den klassiske litteratur var i hans øjne det sande dannelsesmiddel, hvorfor han aldrig kunne forsone sig med naturvidenskabernes omsiggriben i skolen eller med latinens fordrivelse fra de to nederste klasser. 1843 fejrede han sit 50 års embedsjubilæum og blev i denne anledning udnævnt til etatsråd. 1850 tog han sin afsked, men vedblev dog at fungere endnu et halvt år. Derefter levede han i København indtil sin død, 27. juni 1862.

## Ægteskaber
Efter at hans første hustru Margrethe Magdalene Hensler var død (1821), ægtede han 1823 Henriette Marie Holmer (født 1791), Datter af hospitalsforstander Peter Holmer i Odense; hun overlevede ham. Så vel med hende som med sin første hustru havde han sølvbryllup.

## Forfatter
Han var en frugtbar forfatter, især i grammatisk og pædagogisk retning. Han udgav således en fuldstændig dansk Sproglære (1817), i flere udgaver en græsk skolegrammatik, flere græske og latinske elementarbøger og en hebraisk sproglære (anden oplag 1819). Blandt hans udgaver af græske og latinske forfattere må fremhæves Selectæ Ciceronis orationes (anden udgave 1828). Særlig interesserede han sig for det græske sprogs udtale, som han dels behandlede i en række programmer, dels i sin Revision der Lehre von der Aussprache des Altgriechischen (1826). I den derved opståede litterære strid optrådte som hans modstandere navnlig i Tyskland Matthiä, i Danmark Henrichsen. Sine pædagogiske grundsætninger har han dels udtalt i en række programmer, dels i afhandlinger i forskellige tidsskrifter. Fremdeles må fremhæves hans Bidrag til Roskilde Domskoles Historie (1842-1846). I religiøs henseende hyldede han den rationalistiske retning og forsvarede den i et par småskrifter. Også for den danske sag i Slesvig optrådte han flere gange i blade og tidsskrifter. Både som lærer og som forfatter virkede han i alt i 58 år.
Bloch blev Ridder af Dannebrog 1812, Dannebrogsmand 1840 og etatsråd 1843.
Han er begravet på Gråbrødre Kirkegård i Roskilde, hvor medaljonen på gravstenen er udført af Carl Julius Rosenfalk.

## Gengivelser
Han er gengivet i et portrætmaleri af C.A. Jensen 1830 i familieeje. Litografi herefter af Em. Bærentzen & Co. 1840. Stik af Andreas Flint. Litografi af I.W. Tegner & Kittendorff efter daguerreotypi 1857.